# マッティア・ピッツァリス
マッティア・ピッツァリス（Mattia Pitzalis 、2000年4月4日 - ）は、イタリア・カリャリ出身のプロサッカー選手。FCレニャーゴ・サルス所属。ポジションは、ディフェンダー。

## クラブ歴
2018-19シーズンはオルビアにローン移籍。2019年7月17日、3年契約で完全移籍した。
2021年7月22日、FCレニャーゴ・サルスに移籍。